# Lada Bočková
Lada Bočková (bürgerlich Zdislava Bočková, * 18. September 1991 in Brünn) ist eine tschechische Opernsängerin in der Stimmlage Sopran.

## Biografie

### Ausbildung und erste Engagements
Lada Bočková erhielt ersten Musikunterricht an der J.G. Mendel-Grundschule für Kunst in Brünn und anschließend am Konservatorium Brünn bei Jarmila Janíčková. Von 2011 bis 2016 studierte sie an der Janáček-Akademie für Musik in Brünn bei Natalia Romanova-Achaldze. Hierbei stellte sie in Kammeroperproduktionen die Esmeralda in Die verkaufte Braut, die Zerlina in Don Giovanni und die Füchsin in Das schlaue Füchslein dar.
Durch einen 2. Preis beim 71. Wettbewerb „Comunità Europea“ per Giovani Cantanti Lirici erhielt sie in der Spielzeit 2017/18 die Möglichkeit, im Ausbildungsprogramm und bei mehreren Produktionen des Teatro Lirico Sperimentale di Spoleto Bühnenerfahrung zu sammeln. In diesem Rahmen gab sie im Sep. 2018 am Teatro Nuovo Gian Carlo Menotti in Spoleto ihr Rollendebüt als Violetta Valéry in La traviata. Von 2020 bis 2023 war sie als Darstellerin lyrischer Sopranrollen Ensemblemitglied am Theater Bonn. Im Jan. 2022 wirkte sie dort als Laudine bei der Uraufführung von Moritz Eggerts Familienoper Iwein Löwenritter mit.

### Rollendebüts (Auswahl)
| Debüt in | Rolle                                        |                                                  |
| -------- | -------------------------------------------- | ------------------------------------------------ |
| 2017-09  | Frasquita (Carmen)                           | Teatro Nuovo, Spoleto                            |
| 2018-07  | Clorinda (La Cenerentola)                    | Festival dei Due Mondi, Teatro Romano di Spoleto |
| 2018-09  | Violetta Valéry (La traviata)                | Teatro Nuovo, Spoleto                            |
| 2020-10  | Calisto (La Calisto)                         | Theater Bonn                                     |
| 2021-06  | Nerone (Agrippina)                           | Theater Bonn                                     |
| 2021-10  | Gretel (Hänsel und Gretel)                   | Theater Bonn                                     |
| 2022-06  | Karolina (Zwei Witwen)                       | Mährisch-Schlesisches Nationaltheater Ostrava    |
| 2022-10  | Susanna (Le nozze di Figaro)                 | Theater Bonn                                     |
| 2022-12  | Oscar (Un ballo in maschera)                 | Theater Bonn                                     |
| 2024-06  | Füchslein Schlaukopf (Das schlaue Füchslein) | Mährisch-Schlesisches Nationaltheater Ostrava    |

## Preise und Auszeichnungen
- 50. Internationaler Antonín-Dvořák-Wettbewerb (Karlovy Vary/CZ): ehrenhafte Erwähnung, Preis des Gustav Mahler Festivals, Preis des Nationaltheaters Brünn (2016)
- 34. Concorso Internazionale di canto lirico „Premio Boni“ (Brescia/IT): 1. Preis (2017)
- 71. Concorso „Comunità Europea“ per Giovani Cantanti Lirici (Spoleto/IT): 2. Preis, „Cesare Valletti“ Sonderpreis (2017)
- 22. Wettbewerb der Bohuslav Martinů Stiftung (Prag/CZ): 1. Preis, Harmonia Preis(2017)
- 5. Internationaler Otto Edelmann Gesangswettbewerb (Wien/A): Preis der Seefestspiele Mörbisch (2017)[14]
- 2. Wettbewerb der Tschechischen Philharmonie (Prag/CZ): 1. Preis (2018)